# Hotel Prinz Albrecht

Hotel Prinz Albrecht

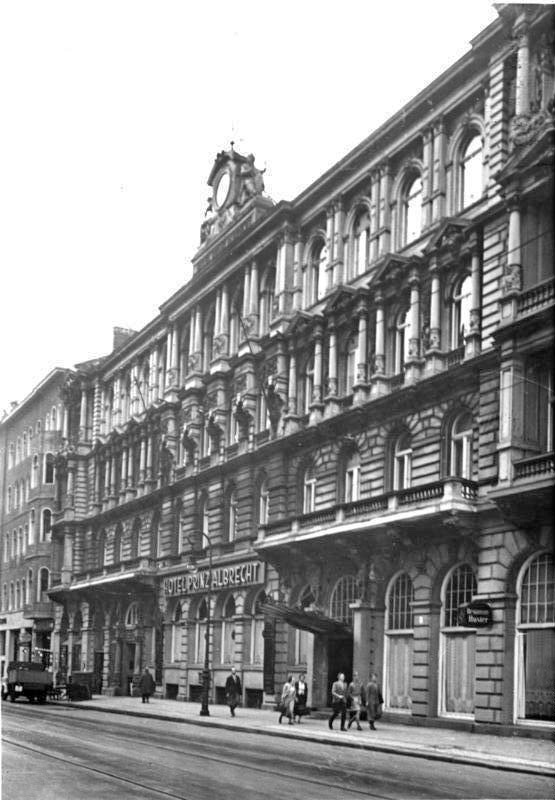
Hotel Prinz Albrecht

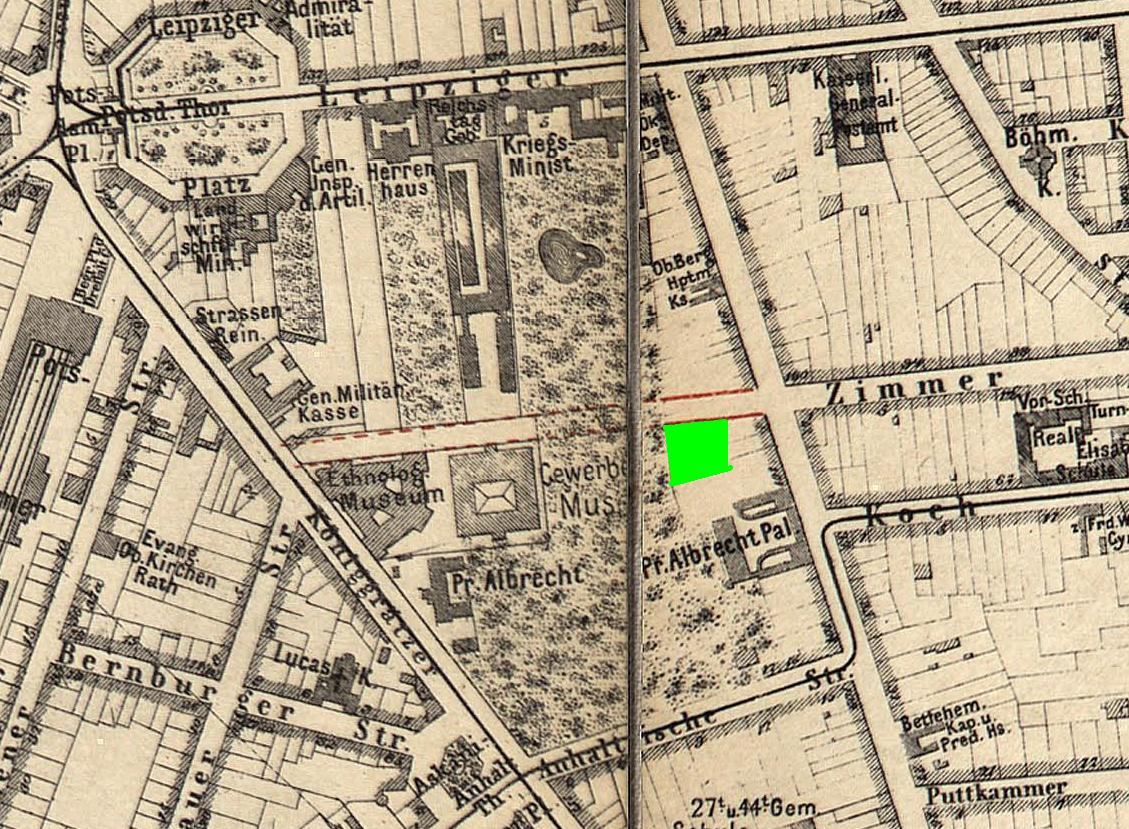
Lageplan des Hotels Prinz Albrecht

Das Hotel Prinz Albrecht war ein bekanntes erstklassiges Hotel in der deutschen Reichshauptstadt Berlin. Es wurde 1881 erbaut. Seit 1919 diente es häufig als ein wichtiger  Versammlungsort nationaler Politiker und Unternehmer.  Seit 1933  war es Sitz des Führungsstabes der SS von Reichsführer Heinrich Himmler. 1945  wurde das Gebäude in der damaligen Prinz-Albrecht-Straße (heute Niederkirchnerstraße) zerstört.

## Ursprünge
Im Jahr 1891 ließ der Grundstückseigentümer, Rittergutsbesitzer H. von Westernhagen, anstelle des Römerbad-Hotels auf der Parzelle Prinz-Albrecht-Straße 9 ein Geschäftshaus errichten und nannte es Hotel zu den vier Jahreszeiten. Von Westernhagen verkaufte die Immobilie nach rund zehn Jahren an Ernst und Franz Brandt, die die Herberge neu gestalteten und im Jahr 1902 wieder eröffneten – als Hotel Prinz Albrecht, in Anlehnung an das benachbarte Prinz-Albrecht-Palais. Im Jahr 1909 wurden einige Innenräume des Hotels durch den Berliner Architekten Bruno Möhring (1863–1929) im Jugendstil neu ausgestattet.

## Standard und Leistungen
Das Prinz-Albrecht-Hotel war ein erstklassiges Hotel mittlerer Größe. Nach Angaben des Baedeker-Reiseführers verfügte das Hotel im Jahr 1910 über 100 Zimmer. Daneben bot es seinen Kunden auch „elegante Festsäle für Hochzeiten, Familientage, Bälle etc.“ an. 1911 erhielt das Hotel einen Garagenanbau. Weiterhin befanden sich in dem Gebäude einige Geschäftslokale und eine Weinhandlung.
Bei der Leitung des Hotelbetriebes arbeiteten die Hauseigentümer eng mit dem Hoftraiteur A. Huster zusammen, der auch die traditionelle und renommierte Gaststätte Englisches Haus führte und eine sehr bekannte Stadtküche betrieb, die vorbereitete Speisen außer Haus verkaufte.
Das Hotel bezeichnete sich selbst in Anzeigen als „Haus ersten Ranges“ und warb zunächst mit seiner Nähe zum Anhalter und Potsdamer Bahnhof. Ein Berlin-Reiseführer von 1905 beschreibt das Hotel Prinz Albrecht als „stiller als die erstrangigen“, die Hotelwerbung griff diese Einschätzung später selbst auf, man inserierte als „Familien-Hotel ersten Ranges“ und als Haus „in ruhiger, zentraler Lage bei den Museen, Abgeordnetenhaus, Kriegsministerium, Potsdamer Platz“. Durch direkte Hinweise auf die Nähe des Völkerkundemuseums an der Prinz-Albrecht-Straße Ecke Königgrätzer Straße (heute: Stresemannstraße) und des benachbarten Kunstgewerbemuseums versuchte das Hotel Gäste anzulocken, die an deutscher und ostasiatischer Kunst interessiert waren.

## Das Hotel in den 1920er Jahren
Nach dem Ersten Weltkrieg, in den 1920er Jahren, diente das Hotel als Treffpunkt nationaler Kreise, darunter wiederholt auch dem Chef der NSDAP, Adolf Hitler, zu Zusammenkünften mit Industriellen, Vertretern des Adels und hohen Beamten.
Seit Februar 1932 führten Hitler, Joseph Goebbels und nationalsozialistische Abgeordnete des Preußischen Landtages im Hotel Prinz Albrecht wiederholt Kundgebungen und Versammlungen durch. Im selben Jahr wurde die 1922 von Franz Brandt gegründete Hotelindustrie AG in die A. Huster AG umgewandelt. Im März 1932 ging das Unternehmen in Konkurs.
Nach 1933 übernahm die SS mehrere Gebäude in der Prinz-Albrecht-Straße. Die Straße, in unmittelbarer Nachbarschaft zum Regierungsviertel in der Wilhelmstraße, wurde damit zur „Schaltzentrale des SS-Staates“.

## Das Hotelgebäude als SS-Residenz

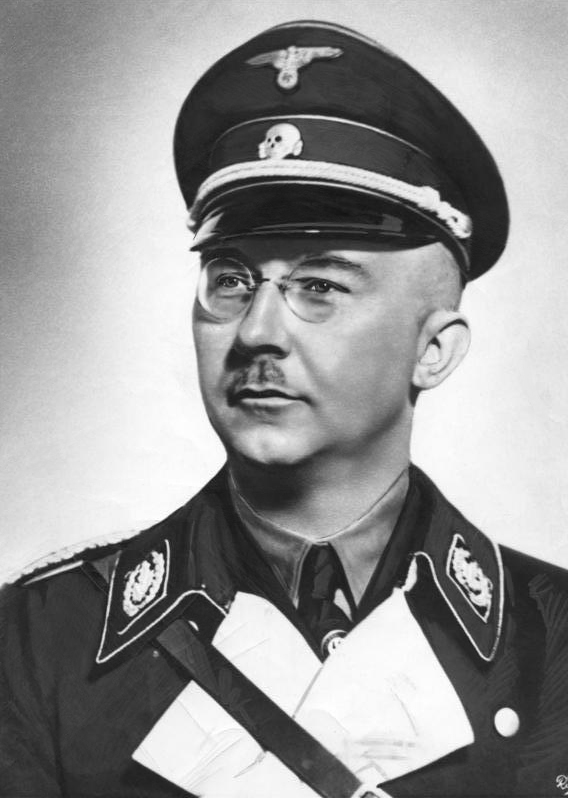
Heinrich Himmler, ab 1934 Hausherr im ehemaligen Hotel Prinz Albrecht

Am 8. November 1934 zogen verschiedene hohe Stellen der SS in das Hotel Prinz Albrecht ein: Heinrich Himmlers persönlicher Stab (Adjutantur), die Verwaltungszentrale der SS, das SS-Hauptamt und die SS-Personalkanzlei.
Die 1911 gebaute Garage des Hotels wurde 1935/1936 durch einen Anbau so verändert, dass eine direkte Verbindung zur ehemaligen Unterrichtsanstalt des Kunstgewerbemuseums entstand, die nun die Gestapozentrale beherbergte.
Zwischen 1943 und 1945 wurde der Gebäudekomplex durch Luftangriffe der Alliierten zerstört.

## Die heutige Nutzung des Standorts

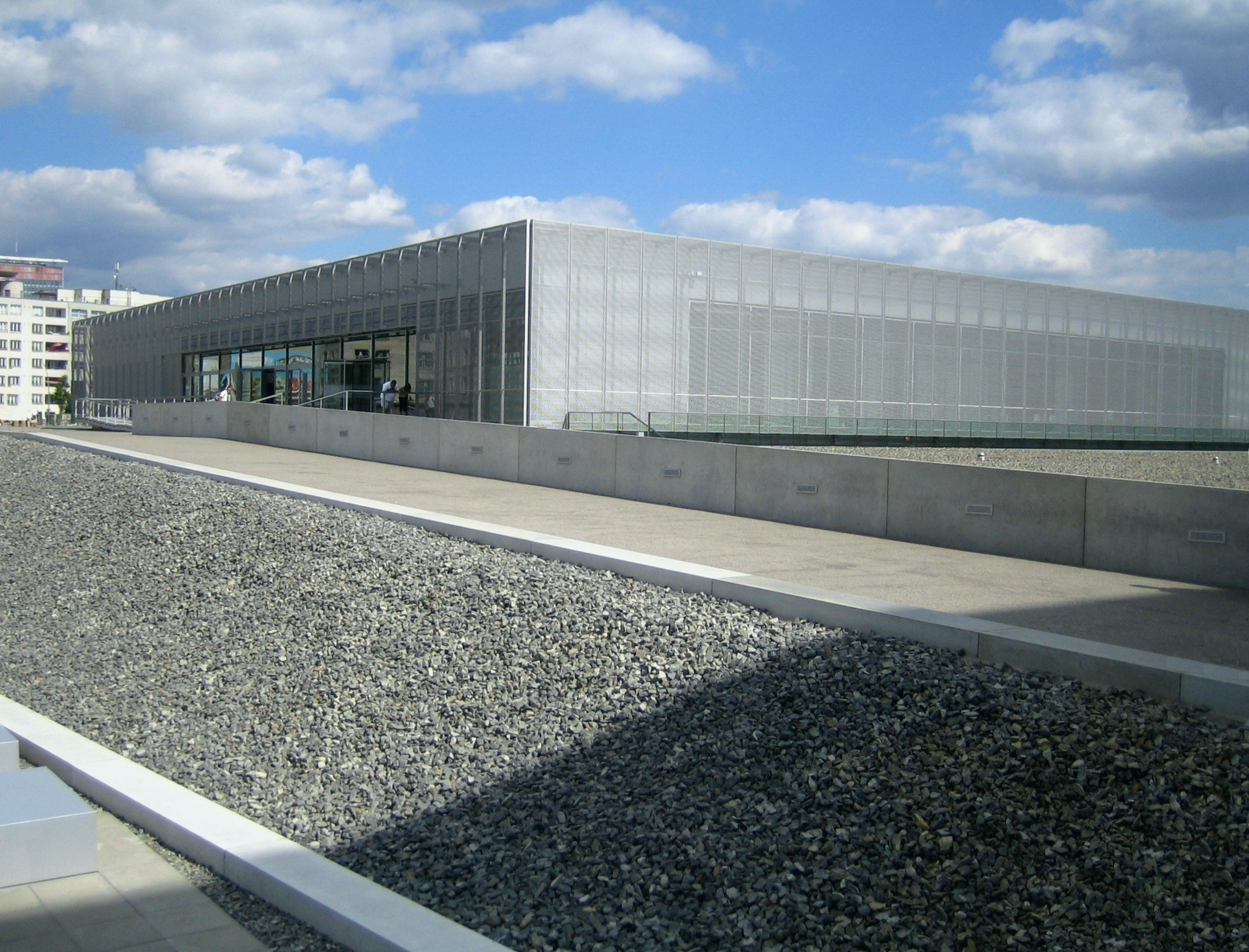
Ausstellungshaus der Topographie des Terrors am ehemaligen Hotel-Standort

Heute existiert keines dieser Gebäude mehr. Soweit sie nach 1945 noch als Ruinen standen, wurden sie Mitte der 1950er Jahre abgerissen. 1962/1963 erfolgte eine Tiefenenttrümmerung des Grundstücks, 1966 kaufte das Land Berlin das Eckgrundstück Wilhelmstraße / Prinz-Albrecht-Straße. Seit Mai 2010 besteht an dem Standort des früheren Hotels Prinz Albrecht das Dokumentationszentrum der Stiftung Topographie des Terrors.